# Центральний державний історичний архів України (Львів)
Центральний державний історичний архів України, Львів (ЦДІАЛ України) — один з найбагатших і найдавніших архівів України. Зосереджені в ньому документи відображають історію українського та інших народів, що населяли Галичину. В ньому зосереджено одну з найбагатших і найдавніших збірок документальних матеріалів XII — першої пол. XX ст. з історії Західної України, Польщі, Австро-Угорщини, Литви, Білорусі, Чехії, Молдови, Німеччини, Угорщини та інших країн Європи.
Архів створений у листопаді 1939 року як Центральний Архів Давніх Актів у Львові на базі архівів, що існували в місті на 1939 рік — Архіву давніх актів міста Львова (магістрату), Державного архіву у Львові та ряду відомчих, організаційних і приватних архівів.

## Історія формування та еволюції архіву

### Архів давніх актів м. Львова (магістрату)
Архів міста Львова виник ще в середині XIII ст.,
одночасно з заснуванням міста (перша літописна згадка про Львів відноситься
до 1256 р.). Значна роль у Львові іноземних колоністів — німців, чехів, угорців, вірменів — запрошених королем Данилом, його сином Левом та
наступними володарями, виявилася у наданні Львову маґдебурзького права ще в XIII ст. Архів зосереджував князівські грамоти місту, окремим
церквам, колоністам, привілеї
королів, господарів і воєвод інших країн галицьким купцям на закордонну
торгівлю, документи міського самоврядування, цехові акти, частково приватні документи патриціату. Однак майже всі ці документи, як і княжий архів Романовичів, загинули 1340 р., під час першого нападу на Галичину польського короля Казимира ІІІ та під час боротьби за Галичину
між Польщею і Литвою, у ході якої 1381 р. згорів Львів. Однак, починаючи з
1382 р., міські судово-адміністративні та рахункові книги Львова збереглися. У
магістратському архіві збереглись і пергаменти ранішого часу, починаючи з 1233
р. Від середини XIII до початку XX ст. Міський архів Львова зберігався
у ратуші, в міжвоєнний і повоєнний
період, а також у будинку по вул. Яблоновських (Руставелі).
Протягом 1838—1839 рр.
документи в межах фасцикулів описував відомий історик Д. Зубрицький. На основі опису він склав
латинський «Inventarium Archivi Civitatis Leopoliensis», а на
основі своїх
нотаток написав твори: «Хроніка міста Львова» (1844), «Історія Галицько-руського князівства» у 3 томах
(1852.1855), «Галицька Русь у 16 віці» (1862) та ін. Наукове описання архіву пов.язане з діяльністю видатного
просвітителя і вченого І. Вагилевича
(1811—1866). У 1862 р. він здійснив реорганізацію Міського архіву, запровадив
нову методику поділу документів та їх описання, керував упорядкуванням фондів.
У 1862—1866 рр. І. Вагилевич створив колекцію
пергаментних грамот, вперше в Україні підготував до неї розгорнутий опис
реґестового типу. Одночасно з І. Вагилевичем кустошем архіву в 1861—1872 рр. працював К. Расп. Він впорядковував та інвентаризував документи, склав численні довідки з історії Львова й Галичини.
З 1870 р. контрактовими кустошами були О. Гіршберґ (1874—1877), О. Семкович (1881—1882), К. Відман (1882—1891). Останній, крім удосконалення описів, написав нарис історії архіву й почав публікацію реґестів грамот. У 1891 році Львівський магістрат здійснив реорганізацію Міського архіву, який отримав назву Архів давніх актів міста Львова, вважався окремим департаментом магістрату й підпорядковувася Президії міста. Першим постійним архіваріусом архіву став А. Чоловський (1865—1944), який згодом протягом тридцяти років (1906—1937) працював директором. А. Чоловський керував концентрацією і впорядкуванням міських документів, виділив Колекцію карт і планів, опублікував ряд статей про архіви Львова.
Впорядкуванням
та інвентаризацією документів, зокрема з періоду після 1787 р., у міжвоєнний
час займалися також М. Вальтер і Ю.
Скочек. К. Бадецький у 1934 р. склав меморіал — «Архів міста Львова. Його нинішній стан та реорганізаційні, інвентаризаційні й
видавничі потреби». Багаторічне вивчення документів він узагальнив у частково
опублікованому каталозі Архіву Давніх Актів м. Львова з науковим
описом 956 львівських книг. Частина науковців продовжували працювати в
архіві й після вересня 1939 р., і в період німецької окупації 1941—1944 рр.

### Державний архів у Львові
Державний архів у Львові, директором якого став відомий історик Євген Барвінський, створений у 1913 році на базі існуючого з 1908 р. Архіву Намісництва, де, крім документів цього вищого органу управління Галичини, зібраний великий масив документів Крайового комітету, Фінансової прокуратури, інших центральних установ. Директор архіву в 1908—1911 рр. А. Віняж, з середини 1911 р. Ю. Кокуревич. Заслугою Є. Барвінського збирання фондів численних державних і самоврядних установ колишньої Австро-Угорщини в Галичині та їх впорядкування. Державний архів містився початково в будівлі Намісництва й колишньому палаці намісника, а після 1927 р., значно поповнений документами, в будівлі колишнього Королівського арсеналу.
У 1931 р. до архіву приєднали ліквідований Крайовий архів карт і планів у Львові, що існував як самостійна установа з 1822 р.
У 1933 р. до Державного архіву на правах відділу приєднали також Земський архів. Цей архів було засновано 1784 р. як цісарсько-королівський уряд давніх галицьких гродських і земських актів і короборації документів після ліквідації гродських і земських судів Галичини. Крім гродських і земських актів Галичини (з Краківським і Сандомирським воєводствами) до нього потрапили книги підкоморських, каптурових (періоду міжкоролів'я), підвоєводинських (для єврейського населення), скарбових судів, Коронного трибуналу. За оцінкою австрійського історика XIX ст. Б. Дудіка цей архів став найбільшим судовим архівом Австрійської монархії. У 1808 р.цей архів підпорядкували Шляхетському судові, а 1877 р. він знову став самостійною установою і отримав назву Крайовий архів гродських і земських актів у Львові.

### Центральний архів давніх актів у Львові
Центральний архів давніх актів у Львові, створений у листопаді 1939 р. на базі Архіву давніх актів м. Львова (магістрату), Державного архіву у Львові та ряду відомчих, організаційних і приватних архівів. Він підпорядковувався архівному відділові Управління НКВС УРСР по Львівській області. 24 червня 1941 р. його реорганізували у Філіал Центрального державного історичного архіву УРСР, однак через початок німецько-радянської війни рішення не було виконане. Під час німецької окупації 1941—1944 рр. архів відновив діяльність як Архів м. Львова, підпорядкований Архівному управлінню генерал-губернаторства у Кракові. В ньому працювали відомі історики К. Бадецький, М. Голубець та ін. У 1943—1944 рр. найцінніші фонди були вивезені до Третього Рейху. В 1944—1945 рр., до закінчення реевакуації фондів, архів існував як відділ давніх актів Львівського облдержархіву.
Протягом 1946—1947 рр. основна частина документів повернулася до Львова, і з 1946 р. архів знову діяв як Філіал ЦДІА УРСР. Внаслідок розмежування документів між Філіалом ЦДІА і Львівським облдержархівом до першого відійшли фонди установ і організацій Галичини, діяльність яких виходила за межі Львівського воєводства.
У 1958 р. реорґанізований у ЦДІА УРСР у Львові, підпорядкований Архівному Управлінню УРСР.
Після війни архівом керували В. Позняков, Ф. Політкін, Д. Куцевол, а з 1958 р. Н. Врадій.  З квітня 1958 р. по липень 1964 р.на  посадах наукового співробітника та  завідувача відділу давніх актів працював Петро Харитонович Пироженко. Під його керівництвом були підготовлені до друку географічний покажчик до поземельних кадастрів Галичини, Йосифінської і Францисканської метрик.
На почаатку 60-х років з ініціативи І. Крип'якевича в архіві започатковано семінар з допоміжних історичних дисциплін, влаштовано експозицію кабінетів архівознавства, археографії, дипломатики, палеографії, філігранології, сфрагістики й геральдики.
Основними напрямками діяльності архіву є забезпечення збереження, науково-технічне удосконалення фондів, використання і публікація документів.
В архіві діє найбільша в регіоні лабораторія мікрофільмування і реставрації документів, працює читальний зал, каталог, стіл довідок, науково-довідкова бібліотека. Користування документами забезпечує система науково-довідкового апарату, створюється комп'ютерна база даних. Для дослідників є можливість копіювання документів. Архів постійно організовує наукові конференції і семінари, виставки документів. На базі Кабінетів допоміжних історичних дисциплін проводяться екскурсії і практика студентів. У приміщенні архіву діє також Українське геральдичне товариство.

## Структура архіву
Апарат управління
Відділи:
- забезпечення збереженості та обліку документів
- давніх актів
- використання інформації документів

Сектори:
- зберігання документів давнього періоду
- зберігання фондів адміністративно-судових установ
- зберігання друкованих фондів
- зберігання фондів культурно-освітніх установ
- спеціальних історичних дисциплін
- релігіезнавства
- інформаційних технологій Лабораторія мікрофільмування та реставрації документів.[1]

## Характеристика і обсяг фондів
Загалом в архіві зберігається 762 фонди з загальною кількістю 1112 097 (13382 л. м.)[2] справи за 1233—1990 рр.; протяжність стелажів архіву — понад 12 тисяч погонних метрів. Сховища й робочі приміщення архіву розміщені у трьох пам'ятках архітектури: колишніх Бернардинському монастирі (1600—1630 рр.), Королівському арсеналі (1638.1650 рр.), Домініканському монастирі (1407 р.). Ця унікальна скарбниця історичних документів зберігає документи різних історичних епох: Галицько-Волинської держави (XIII — XIV ст.), Великого Князівства Литовського і Речі Посполитої (XIV — XVIII ст.), встрійської і Австро-Угорської монархії (1772—1918), Західно-Української Народної Республіки (1918—1919), Української Народної Республіки (1917—1921), міжвоєнної Польщі (1919—1939), періодів радянської (1939—1941) і німецької (1941—1944) окупацій, радянського періоду (після 1944 р.) й незалежної України (після 1991 р.).
Найдавніші документи архіву, починаючи з 1233 р., відклалися у Колекції пергаментних грамот (ф. 131), у ній зібрані 1133 міжнародні угоди, булли пап, привілеї патріархів, митрополитів, єпископів, королів, царів, князів, господарів, воєвод містам і селам, церквам, монастирям, костелам, цехам, приватні угоди. Унікальним документом, що справив величезний вплив на перебіг української історії, є грамота Берестейської унії 1596 р. Грамоти колекції писані арабською, вірмено половецькою, грецькою, гебрейською, італійською, латинською, молдавською, німецькою, польською, російською, українською, французькою і чеською мовами. Вони стосуються історії не лише України, а й Білорусі, Ватикану, Волощини, Італії, Литви, Молдови, Німеччини, Польщі, Угорщини, Трансільванії, Туреччини, Франції, Московії та інших країн.
Найдавніший комплекс документів періоду Великого Литовського князівства й Речі Посполитої складають документи органів місцевого самоврядування — магістратів і громадських урядів. Загалом у архіві зібрано 67 таких фондів.
Найбільший за обсягом і найдавніший з них — фонд Львівського магістрату (ф. 52). Тут є актові книги й фасцикули ради, лави, лонгерії, вірменського суду, книги прийняття громадянства, шосові (податкові), цехові документи й матеріали міських шпиталів за 1382—1787 рр. Цінним історичним джерелом є хроніки Й. Алембека, С. Кушевича, В. Зиморовича, Я.-Т. Юзефовича, купецькі книги, т. зв. новини (газети) XVII—XVIII ст.
Міські документи є невичерпним джерелом для дослідження розвитку економіки, торгівлі, культури, медицини, містобудування, воєнного та інших аспектів історії.
Гордістю архіву є великий (понад 6,5 тисяч) комплекс актових книг гродських, земських, підкоморських і старостинських судів Східної Галичини XV—XVIII ст. Хоча ці суди призначалися для розгляду справ шляхти, вони містять привілеї руських, литовських, угорських і польських королів і князів, митрополитів, архієпископів, владик на володіння земельними маєтками, містами й селами;
люстрації Руського й Белзького воєводств, інвентарні описи маєтків;
протестації православних і греко-католицьких митрополитів, владик, братств;
документи про виникнення козацтва, повстання І. Мухи, С. Наливайка, Хмельниччину, опришківський рух, Гайдамаччину; про шляхетські конфедерації; про війни проти татар, волохів, турків, шведів.
В актових матеріалах є безліч відомостей про ремесла, торгівлю, сільське господарство;
про міжнародні, національні й релігійні стосунки, про розвиток культури, освіти й мистецтва, про повсякденне життя населення середніх віків і нового часу. Унікальність згаданого комплексу полягає у його добрій збереженості, значній хронологічній і територіальній тяглості, універсальній для Європи латинській мові.
Дослідників української культури зацікавить багатий фонд Львівського Успенського (Ставропігійського) братства, єдиний практично повністю збережений комплекс документів української громадської організації XVI — XVIII ст.
Він усебічно відображає суспільно-політичне й культурне життя українців у Речі Посполитій та їхню участь у загальноєвропейських процесах періоду Реформації і Контрреформації, розвиток освіти, архітектури й мистецтва, початки білоруського й українського книгодрукування. Архів братства містить детальні відомості про полемічну боротьбу навколо запровадження унії і григоріанського календаря, про зв.язки православних з аріанами й протестантами Литви й Польщі в боротьбі проти наступу католицизму.
Багатими на давні документи з церковної історії є численні фонди релігійних установ різних конфесій. Греко-католицька консисторія у Львові, наприклад, має понад 40 тис. справ за 1300—1945 рр. Метричні книги й шкільні документи дозволяють здійснювати ґенеалогічні пошуки, вивчати соціоетнічні процеси на території Галичини, Холмщини, Волині, Підляшшя. Фонди релігійних установ римо-католицької, православної, вірменської, юдейської та євангелицької церков дають достатнє уявлення і про життя національних і релігійних меншин.
Найчисленнішу групу фондів архіву складають комплекси документів періоду Австрійської та Австро-Угорської імперії (1772—1918). Найважливішим з них є фонд Галицького намісництва (ф. 146), що налічує понад 200 тис. справ за 1772—1921 рр. Однак хронологічно фонд охоплює значно ширший період: багато громад, організацій і приватних осіб для підтвердження своїх майнових чи станових прав подавали Намісництву давні документи, починаючи з 1448 р. Намісництво, його численні комісії і комітети в результаті своєї діяльності витворили величезну кількість документів, які є базою для вивчення державного устрою, економіки й сільського господарства, суспільно-політичного життя, культури, науки, освіти, охорони здоров.я. Численні документи цього періоду стосуються міжнародної політики, воєн, розвідки й контррозвідки, революцій, повстань. Розвиток і утвердження капіталізму в сільському господарстві Галичини дозволяють досліджувати значні комплекси документів про скасування панщини 1848 р.
Незамінним джерелом для вивчення економічної та історичної географії, сільського господарства, складу й стану населення, топоніміки є фонди перших поземельних кадастрів Галичини. т. зв. Йосифінської (ф. 19) і Францисканської (ф. 20) метрик.
У фондах господарсько-економічних і фінансових установ, таких як Державна бухгалтерія (ф. 187), Крайова фінансова дирекція (ф. 160), Фінансова палата (ф.161), Галицька фінансова прокуратура (ф. 159), Крайова Табуля (ф. 166) та ін., відклалися інвентарні описи міст, сіл і маєтків, солеварень, земельно-майнові книги населених пунктів, описи майна церков, костелів і монастирів та історичні довідки про них.
Насиченими інформацією про суспільно-політичні процеси й національно-визвольні та революційні рухи є фонди судових установ: Шляхетського суду у Львові (1712—1899, ф. 149), Вищого крайового суду у Львові (1772—1919, ф. 150), Крайового суду у Львові (1776—1928, ф. 152), Апеляційного суду у Львові (1842—1919, ф. 156), Державної прокуратури у Львові (1861—1918, ф. 458), Прокуратури апеляційного суду у Львові (1919—1939, ф. 205), Львівського відділу ґенеральної прокуратури Польщі у Львові (1919—1939, ф. 158).
Багатими й надзвичайно різноманітними є численні фонди культурно-освітніх установ, організацій і товариств різних історичних періодів.
Зокрема, фонди Крайової шкільної ради й Кураторії Львівського шкільного округу зосереджують відомості про мережу і діяльність навчальних закладів Галичини; товариств «Просвіта», «Рідна школа», «Галицько-Руська матиця», «Українська бесіда», документи до історії українського культурного життя XIX — 1-ї половини XX ст. Особливим зацікавленням дослідників користується фонд Наукового товариства ім. Шевченка (ф. 309).
В архіві зберігаються десятки фондів українських, польських, єврейських, вірменських, німецьких товариств і організацій, редакцій, видавництв та ін., що свідчать про вікове співіснування тут різних культур.

## Бази даних
- Історія євреїв у Галичині (тематично-іменна), 10233 записи (95674 імен).
- Електронна версія тематичного та іменного каталогів (тематично-іменна), 95365 записів.
- Метричні книги ЦДІАЛ України (іменна), 2300 записів.
- Картотека військовослужбовців австро-угорської армії (іменна), 8600 записів.[3]

## Довідковий апарат
Каталоги
- систематичний;
- іменний;
- географічний.

Загальний обсяг каталогів 818837 карток, з них 370 237 — тематичних.

## Розкрадання документів
У 2003—2004 роках з архіву повністю або частково вкрадені наступні документи:
Ф. 130 (Руський народний інститут «Народний дім») — 3 справи.

Ф. 150 (Вищий крайовий суд, м. Львів. 1772—1919) викрадено 55 справ: 25 — повністю, 30 — частково:

Опис 1

спр. 3. Імператорські розпорядження про діяльність вищих судових органів (1775—1779);

спр. 5. Розпорядження Верховного суду з питань дотримання таємниці судових засідань (1775);

спр.16. Розпорядження Верховного суду про звільнення спадкоємців від посмертного податку (1783—1784);

спр.23. (частк.). Розпорядження та інструкції вищих судових органів в справах службовців звільнених від податків (1784);

спр.25. (частк.). Розпорядження Верховного суду про правила укладення контрактів купівлі-продажу нерухомого майна (1784);

спр.44. Розпорядження та інструкції вищих судових органів про правила утримання маєтків померлих священиків (1784—1799);

спр.45. Розпорядження та інструкції вищих судових органів про запровадження посад службовців зі стягнення податків (1784—1794);

спр.46. Розпорядження та інструкції про підвищення в посадах службовців судів (1784—1800);

спр.49 (частк.). Розпорядження та інструкції вищих судових органів про ведення фін. звітів (1784);

спр.54. Розпорядження та інструкції вищих судових органів про діяльність фін. управлінь (1785—1787);

спр.61 (частк.). Розпорядження та інструкції вищих судових органів про компетенцію судів Австрії щодо громадян, які перебувають за кордоном (1785);

спр.62 (частк.). Розпорядження та інструкції вищих судових органів про забезпечення недоторканості майна померлих євангелицьких священиків (1785—1786);

спр.63 (частк.). Розпорядження та інструкції вищих судових органів про забезпечення недоторканості майна військовослужбовців (1785—1794);

спр.68. Розпорядження та інструкції вищих судових органів про участь євреїв у аукціонах (1786—1835);

спр.76 (частк.). Розпорядження та інструкції вищих судових органів про звільнення від екзаменів кандидатів на посади службовців судів (1786—1789);

спр.80 (частк.). Розпорядження та інструкції вищих судових органів про зміну королівських церемоніалів (1786—1787);

спр.85. Розпорядження та інструкції вищих судових органів про використання печаток (1787—1804);

спр.87. Розпорядження та інструкції вищих судових органів про видачу і оплату векселів (1787—1834);

спр.88. Розпорядження вищих судових органів про правила ведення кримінальних справ (1787);

спр.90. Розпорядження та інструкції вищих судових органів про умови оренди службовцями земельних ділянок (1787);

спр.91. Розпорядження та інструкції вищих судових органів про право власності подружжя на майно (1787—1788);

спр.92. Розпорядження та інструкції вищих судових органів про притягнення до кримінальної відповідальності за політичні злочини (1787—1804);

спр.97 (частк.). Розпорядження та інструкції вищих судових органів про компетенцію судів Австрії щодо громадян, які перебувають за кордоном (1788—1789);

спр.118. Розпорядження та інструкції вищих судових органів про порядок встановлення опіки над спадщиною (1791—1861);

спр.12.1 (частк.). Розпорядження та інструкції вищих судових органів про порядок стягання податків та гербових зборів (1792—1793);

спр.123. (частк.).Розпорядження Верховного суду про порядок проведення виборів до маґістрату (1792—1801);

спр.132. (частк.). Розпорядження Верховного суду про зняття з роботи службовців, які мають великі заборгованості (1795—1835);

спр.141. (частк.). Розпорядження Верховного суду про проведення перевірки діяльності судів (1797);

29. спр.145. Розпорядження та інструкції вищих судових органів про порядок ведення службової кореспонденції (1798—1800);

спр.156. (частк.). Розпорядження імператора та вищих судових органів про переміщення службовців судів (1800—1822);

спр.157. (частк.). Розпорядження та інструкції вищих судових органів про переміщення службовців судів (1800—1811);

спр.244. (частк.). Розпорядження Верховного суду про переоцінку польських грошей (можливо банкноти!) (1811);

спр.275. (частк.). Розпорядження та інструкції вищих судових органів про вирішення судових спорів жителів прикордонних територій (1816);

спр.308. (частк.). Розпорядження Верховного суду про терміни ведення судових слухань (1819—1820);

спр.326. (частк.). Розпорядження Верховного суду з питань угорського судочинства (1821);

спр.327. Розпорядження Верховного суду у справі відділення єпископських володінь від релігійного фонду після смерті єпископа (1821—1858);

спр.328 (частк.). Розпорядження вищих судових органів про видання наказів (1821—1822);

спр.343. Розпорядження та інструкції вищих судових органів про статус міністрів у Австрійській монархії (1823);

спр.401 (частк.). Розпорядження Верховного суду про вирішення судових суперечок між поміщиками та їх підданими (1828);

спр.579. Донесення повітових судів та листування з поліційними та судовими органами про осіб, звинувачених у політичних злочинах (1835);

спр.1010 (частк.). Розпорядження та інструкції вищих судових органів про введення поштових тарифів (1848—1853);

спр.1411. Оголошення Дирекції поліції м. Львова про заборону участі у польському повстанні (1863);

спр.143. Розпорядження та інструкції вищих судових органів про прийняття євреями присяги судового службовця (1864—1866);

спр.1748. Списки службовців повітових судів (1878);

спр.2686. Звіт Дрогобицького повітового суду про проведену перевірку (1899);

спр.2862 (частк.). Звіт про діяльність повітового суду у м. Кутах (1900).

Опис 2

спр. 559 (частк.). Рішення суду у справах осіб, звинувачених у крадіжках (1918);

спр. 560 (частк.). Рішення суду у справах осіб, звинувачених у зловживанні служб. становищем (1918);

Опис 3

спр.2723. Рішення суду у справах звинувачених у несплаті боргів (1907);

спр.2724. Рішення суду у справах звинувачених у несплаті боргів (1907);

спр.2725. Рішення суду у справах звинувачених у несплаті боргів (1907).

Опис 4а

спр.13 (частк.). Справа про звинувачення судді повітового суду у м. Белзі Кроковського Болеслава у зловживанні службовим становищем (1904);

спр.15 (частк.). Справа про звинувачення судді повітового суду у м. Белзі Кроковського Болеслава у зловживанні службовим становищем (1907);

спр.16 (частк.). Справа про звинувачення судді повітового суду у м. Белзі Кроковського Болеслава у зловживанні службовим становищем 
(1907—1908).
Опис 5

спр.325 (частк.). Справа про звинувачення Владислава Добровольського у зловживанні службовим становищем (1894—1895).

ф. 151 (Апеляційний суд у Львові, 1915—1939 рр.):

Судові справи у справах єврейського населення. — 3 справи.

ф. 175 (Державна екзаменаційна комісія для кандидатів на вчителів середніх шкіл, м. Львів, 1911—1939 рр.):

спр. 1210. Справа про здачу екзаменів на звання учителя середніх шкіл Нароги Францішка (1934—1936);

спр. 1217. Справа про здачу екзаменів на звання учителя сер. шкіл Нєдзвєдської Сабіни (1926—1927);

спр. 1853. Справа про здачу екзаменів на звання учителя середніх шкіл Чернецького Володимира (1930);

спр. 1854. Справа про здачу екзаменів на звання учителя сер. шкіл Черневського Антонія (1937—1939).

Ф. 179 (Кураторія Львівського шкільного округу, м. Львів, 1843—1943 рр.):

опис 6, спр. 4809 (?) — 4812, 4930 (?), 6228, 6287(?), 6726 (?), 6687.

Ф. 201 (Греко-католицька митрополича консисторія, м. Львів, 1300—1945 рр.):

оп. 4, 4б — 105 пергаментних грамот.

Ф. 205 (Прокуратура апеляційного суду, м. Львів) — 1 справа.

Ф. 309 (Наукове товариство ім. Шевченка, м. Львів, 1757—1946 рр.) — 93 справи, в тому числі:

спр. 988 Листи (42) М. Грушевського до І. Кревецького (повернута);

спр. 2379. Листи П. Куліша до Огоновського (1889—1891);

спр. 1283. Альбом гравюр і газетних статей Гелени Давидович (1928—1929);

спр. 2378. Листи М. Драгоманова до Огоновського (?);

спр. (?). Листи синів Івана Франка (повернута).

Ф. 319 (Центральне українське товариство «Союз українок», м. Львів, 1906—1939 рр.) — 2 спр.

Ф. 320 (Ревізійний союз українських кооперативів) — 1 справа.

Ф. 348 (Товариство «Просвіта», м. Львів, 1827—1944 рр.) — 15 справ, в тому числі:

спр. 779 (?) Анкети почесних членів т-ва «Просвіта» з фотографіями.

Ф. 353 (Легіон Українських Січових Стрільців, м. Львів, 1910—1921 рр.) — 3 справи.

Ф. 358 (Шептицький Андрей, митрополит, 1866—1944 рр.) — 26 справ.

Ф. 359 (Назарук Осип, 1883—1944 рр.) — багато справ, у тому числі:

спр. 56. Рукопис і машинопис «Роксолани» (123 арк.)

спр. 469. Промова підполк. Євтимовича на похороні Назарука. Фотографії з похорону (1940; 20 арк.);

спр. 470. Родинні фотографії О. Назарука. (94 арк.);

спр. 471. Фотографії УСС (10 арк.).

Ф. 360 (Старосольський Володимир-Степан, 1793—1940 рр.) — 11 справ:

спр. 8. Диплом про призначення Старосольського членом «Галицького союзу слуг державних» у Львові (1908 р.; 1 арк.);

спр. 642. Альбом фотографій родини Старосольських (23 арк.);

спр. 643. Фотографії Старосольського і табло випускників гімназії в Ярославі (1896—1939; 31 арк.);

спр. 644. Фотографії легіону УСС (1916; 7 арк.);

спр. 645. Фотографії Старосольського (1903—1939; 37 арк.);

спр. 646. Фотографії засідань та нарад за участю Старосольського (1911—1938; 6 арк.);

спр. 647. Фотографії родини та друзів Старосольських (1903—1938; 26 арк.);

спр. 648. Фотографії Старосольського під час перебування у м. Гайдельберзі (1908; арк. 6,7);

спр. 650. Фотографія родини Шухевич Дарії (1911; 1 арк.);

спр. 651. Фотографії родини Старосольських (1911—1934; 23 арк.);

спр. 652. Колекція фотографій Старосольського Юрія. Т. І (93 арк.);

спр. 653. Колекція фотографій Старосольського Юрія. Т. ІІ (137 арк.);

спр. 655. Негативи з колекції Старосольського Ю. (1 арк.);

спр. 659. Серія поштових листівок видавництва «Червона калина» виконана О. Куриласом (18 арк.).

Ф. 361 (Крушельницький Антін, 1897—1934 рр.) — 4 справи, в тому числі:

спр. 265 — паспорт ЗУНР А. Шептицького.

Ф. 362 (Студинський Кирило, 1776—1944 рр.) — 15 справ:

спр. 19. Записна книжка з некрологами з часописів «Руслан», «Діло», «Слово»(94 арк.);

спр. 98. Праця «Мої зв'язки з Україною в 1885—1905 рр.» (Спогади К. Студинського) (127 арк.);

спр. 99 (?). Праця «Причинки до історії життя Галицької Русі в літах 1833—47» (32 арк.);

спр. 108. Вірші К. Студинського (1888—1920; 23 арк.);

спр. 358. Листи І. Огієнка (1927—1939; 138 арк.);

спр. 488. Фотографії родини Студинських (28 арк.)

спр. 490. Фотографії сім'ї Вахнянинів (59 арк.);

спр. 491. Фотографії родини Студинських (61 арк.);

спр. 492. Фотографії род. Студинських)61 арк.);

спр. 493. Фотографії культурно-освітніх діячів, укр. письменників, акторів і композиторів (44 арк.);

спр. 495. Фотографії могили Шевченка з автографами письменників (1904—1907; 4 арк.);

спр. 496. Фотографії Милорадович, Могильницького, Яхимовича, Цурковського, Шашкевича (10 арк.);

спр. 497. Фотографії Києва (9 арк.);

спр. 498. Поштові листівки з автографами (1918—1941; 11 арк.);

спр. 511. Примірник журналу «Світ» (1923, 14 арк.).

Ф. 363 (Левицький Володимир Лукич) — 1 справа.

Ф. 364 (Лукань Степан-Роман, 1728—1943 рр.) — 11 справ.

Ф. 368 (Томашівський Степан) — 1 справа.

Ф. 372 (Охримович Володимир) — 2 справи.

Ф. 376 (Скрутень Іван Йосафат, 1910—1943 рр.):

спр. 1. Посвідчення, заповіт, довідки та інші особисті документи Й. Скрутеня (1914—1937; окремі аркуші зі 48 арк.);

спр. 2. Грамота НТШ про обрання Й. Скрутеня дійсним членом товариства (1930; 2 арк.);

спр. 77. Листи Г. Кінаха до Й. Скрутеня (1921—1938; окремі аркуші зі 158 арк.);

спр. 100. Листи П. Мазепи, О. Мазуркевича, Е. Майковського до Й. Скрутеня (1926—1939; окремі аркуші зі 11 арк.);

спр. 104. Листи М. Марисюка до Й. Скрутеня (1922—1937; окремі аркуші зі 38 арк.);

спр. 105. Листи Й. Маркевича до Й. Скрутеня (1920—1936; окремі аркуші зі 54 арк.);

спр. 127. Листи М. Реховича і С. Решетила до Й. Скрутеня; (1925—1935; окремі аркуші зі 44 арк.);

спр. 138. Листи Івана та Ірини Соколів до Й. Скрутеня (1932—1939; окремі аркуші зі 65 арк.);

спр. 170. Листи черниць на букву «А» до Й. Скрутеня (1925—1938; окремі аркуші зі 30 арк.).

Ф. 378 (Жевуський Тадей-Петро) — 2 справи.

Ф. 381 (Весоловський Ярослав, 1901—1914 рр.):

спр. 14. Листи Адама Г., М. Александровича, М. Атаманюка, та ін. (1904—1913, окремі аркуші з 52 арк.);

спр. 15. Листи О. Безпалко, С. Бердяєва та ін. (1904—1912, окремі аркуші з 54);

спр. 16. Листи М. Венгжина, Вальнера та ін. (1904—1912, окремі аркуші з 41);

спр. 17. Листи Є. Возняка, В. Войнаровського та ін. (1904—1913, окремі аркуші з 46);

спр. 18-23. Листи брата В. Весоловського (1903—1914, окремі аркуші з 335 арк.);

спр. 24. Листи сестри Марії Весоловської (1908—1910, окремі з 43 арк.);

спр. 25. Листи брата Івана Весоловського (1905—1914, окремі з 104 арк.);

спр. 26. Листи племінниці Ольги Весоловської (1906—1911, окремі з 37 арк.);

спр. 27. Листи суспільно-політичного діяча Росії Олександри Глаголєвої (1903—1910, окремі з 102 арк.);

спр. 28. Листи І. Гаврилюка, А. Галія, І. Галущинського (1904—1911, окремі з 53 арк.);

спр. 29. Листи І. Герасимовича, В. Гіжовського та ін. (1904—1909, окремі з 49 арк.);

спр. 30. Листи І. Грабовського, К. Гринича, та ін. (1904—1911, окремі з 31 арк.);

спр. 31. Листи К. Гродецького, М. Грушевського та ін. (1904—1910, окремі з 34 арк.);

спр. 32. Листи М. Дашкевича, В. Данчула та ін. (19094-1913, окремі з 42 арк.);

спр. 33. Листи С. Єфремова, І. Захарка, О. Жураківської (1905—1912, окремі з 54 арк.);

спр. 34. Листи В. Калиновича, А. Камінського, І. Карбулицького та ін. (1905—1910, окремі з 35 арк.);

спр. 35. Листи П. Клима, В. Кміцикевича та ін. (1904—1913, окремі з 50 арк.);

спр. 36. Листи О. Колесси, М. Кордуби та ін. (1905—1912, окремі з 34 арк.);

спр. 37. Листи Т. Коржинського, Ф. Короліва та ін. (1905—1912, окремі з 48 арк.);

спр. 38. Листи С. Кравчука, А. Крантовича та ін. (1904—1909, окремі з 39 арк.);

спр. 39. Листи І. Крип'якевича, А. Крушельницького та ін. (1904—1913, окремі з 46 арк.);

спр. 40. Листи І. Кунцевича, В. Кушніра та ін. (1904—1912, окремі з 32 арк.);

спр. 41. Листи М. Лагодинського, В. Левицького, В. Лепкого та ін. (1904—1914, окремі з 84 арк.);

спр. 42. Листи Б. Лепкого (1904—1907, окремі з 49 арк.);

спр. 43. Листи і вірші Б. Лепкого (1908—1912, окремі з 43 арк.);

спр. 44. Листи В. Літинського, М. Лозинського та ін. (1904—1910, окремі з 45 арк.);

спр. 45. Листи М. Лотоцького, С. Людкевича та ін. (1904—1912, окремі з 25 арк.);

спр. 46. Листи О. Луцького (1904—1912, окремі з 38 арк.);

спр. 47. Листи П. Ластовець про обшуки і арешти студентів в Полтаві, перевезення нелегальної літератури та ін. (1903, окремі з 28 арк.);

спр. 48. Листи О. Маковея, Г. Маланчука, К. Малицької (1904—1907, окремі з 35 арк.);

спр. 49. Листи І. Мартинця, С. Магловського та ін. (1904—1914, окремі з 36 арк.);

спр. 50. Листи О. Назарука, Д. Николишина та ін. (1904—1913, окремі з 33 арк.);

спр. 51. Листи М. Павлика (1904—1906, окремі з 17 арк.);

спр. 52. Листи М. Паращука (1908—1909, окремі з 30 арк.);

спр. 53. Листи В. Панейка, В. Пачовського та ін. (1904—1912, окремі з 68 арк.);

спр. 54. Листи І. Радика, І. Раковського, С. Рачевського та ін. (1903—1908, окремі з 27 арк.);

спр. 55. Листи Т. Реваковича, М. Рудницького та ін. (1904—1909, окремі з 44 арк.);

спр. 56. Листи В. Стефаника (1904—1909, окремі з 7 арк.);

спр. 57. Листи М. Садовського, І. Самійленка, І. Свєнціцького та ін. (1904—1914, окремі з 42 арк.);

спр. 58. Листи Р. Сембратовича, В. Сімовича, А. Сінкевича (1906—1914, окремі з 42 арк.);

спр. 59. Листи Р. Смаль-Стоцького, Й. Стадника та ін. (1905—1912, окремі з 33 арк.);

спр. 60. Листи К. Студинського та ін. (1905—1912, окремі з 33 арк.);

спр. 61. Листи К. Трильовського та ін. (1904—1913, окремі з 48 арк.);

спр. 62. Листи М. Федусевича, П. Франка та ін. (1903—1912, окремі з 18 арк.);

спр. 63. Листи Г. Хоткевича та ін. (1904—1914, окремі з 32 арк.);

спр. 64. Листи О. Чубатого, І. Чупрея, О. Чучкевича та ін. (1903—1913, окремі з 38 арк.);

спр. 65. Листи Цегельського, Р. Янішевського та ін. (1904—1913, окремі з 43 арк.);

спр. 66-69. Листи невстановлених авторів (1904—1913, окремі з 242 арк.);

спр. 70. Колективні листи і поздоровлення (1904—1914, окремі з 55 арк.).

Ф. 384 (Гординський Ярослав) — 1 справа.

Ф. 385 (Ґорук Семен, 1887—1918 рр.) — кілька справ:

спр. 5. Листи С. Горука до дружини Стефанії. Т. І. (1912—1916; окремі аркуші зі 110 арк.);

спр. 10. Поштові картки від В. і О. Барвінських, В. Бачинського, І. Басса, Л. Березовича (1906—1916; окремі аркуші зі 6 арк.);

спр. 11. Листи і поштові картки від Р. Бериховича, І. Білика, І. Білозерського, Й. Блюма (1899—1916; окремі аркуші зі 8 арк.);

спр. 12. Листи від І. Боберського (1907—1916; окремі аркуші зі 45 арк.);

спр. 20. Листи від О. Глушкевич (1897—1916; окремі аркуші зі 43 арк.);

спр. 24. Листи від В. Доманицького, М. Дорошенка, П. Дудинського (1910—1916; окремі аркуші зі 8 арк.);

спр. 45. Листи від Танасійчука, І. Таранчука, К. Трильовського, М. Турина (1900—1916; окремі аркуші з 18 арк.);

спр. 46. Листи від М. Федусевича, С. Фенюка, П. Франка, Л. Ходоровського, І. Цьокана (1910—1916; окремі аркуші зі 16 арк.);

спр. 49. Поштові картки з колективними підписами (1899—1916; окремі аркуші з 29 арк.);

спр. 50. Листи і поштові картки від кореспондентів з іменами на букви «А-С» (1892—1900; окремі аркуші з 9 арк.);

спр. 51. Листи кореспондентів з невстановленими підписами (1894—1916; окремі аркуші з 41 арк.);

спр. 52. Фотографії С. Горука з Січовими Стрільцями (1914—1916; окремі аркуші з 43 арк.);

спр. 56. Листи і поштові картки Стефанії Горук до С. Горука (1904—1917; окремі аркуші з 9 арк.);

спр. 60. Листи кореспондентів з іменами на «Т-Я» (1902—1917; окремі аркуші з 31 арк.).

Ф. 386 (Маковей Осип) — 1 справа.

Ф. 388 (Андрусяк Микола) — 1 справа.

Ф. 391 (Загальноукраїнська культурна рада, м. Відень, 1923—1924 рр.) — 20 справ.

Ф. 401 (Редакція журналу «Літературно-Науковий Вістник», м. Львів, 1883—1938 рр.) — 8 справ, у тому числі:

спр. 42. Праці, статті М. Грушевського з історії України і української культури. Рукопис. (291 арк.);

спр. 43. Статті М. Грушевського про українське національне питання в Росії. Рукопис. (104 арк.);

спр. 44. Статті М. Грушевського про створення укр. університету у Львові. Рукопис (65 арк.);

спр. 45. Рецензії, замітки М. Грушевського на статті та праці авторів з прізвищами на «Ант-Ябл». Рукопис (152 арк.).

Ф. 408 (Греко-католицький митрополичий ординаріат, м. Львів, 1531—1945 рр.) — 66 справ.

Ф. 409 (Центральна адміністрація столових маєтків гр.-кат. митрополії, м. Львів) — 2 справи.

Ф. 410 (Тисовський Олександр, 1836—1944 рр.) — кілька справ:

спр. 121. Сімейний фотоальбом родини Тисовських (29 арк.);

спр. 122. Сімейний фотоальбом родини Тисовських (174 арк.).

Ф. 427 (Правління Євангелицької церковної громади, м. Львів) — 6 справ.

Ф. 429 (Сільськогосподарська палата) — 1 справа.

Ф. 439 (Житловий кооператив «Власний дім», м. Львів 1923—1939 рр.) — 1 справа.

Ф. 445 (Польське педагогічне товариство, м. Львів 1868—1939 рр.) — 5 справ.

Ф. 446 (Спілка театрів та народних хорів, м. Львів 1907—1939 рр.) — 2 справи.

Ф. 451 (Гр.-кат. богословська академія) — 1 справа.

Ф. 483 (Редакція газети «Wiek Nowy», м. Львів, 1901—1939 рр.) — 1 справа.

Ф. 491 (Греко-католицька митрополича капітула, м. Львів, 1746—1944 рр.):

спр. 1. Документи фінансово-майнових операцій капітули. т. І. (1781—1786);

спр. 7. Історична довідка про греко-католицьку капітулу в Україні (1764);

спр. 117. Рукопис А. Левинського з історії капітули (XVIII ст.).

Ф. 541 (Кредитний кооператив «Взаїмна поміч», м. Львів) — 2 справи.

Ф. 618 (Римо-католицька митрополича консисторія, м. Львів) — 7 справ.

спр. (?) — найраніші метричні книги р.-к. катедри у Львові

Ф. 619 (Греко-католицька духовна семінарія, м. Відень) — 1 справа.

Ф. 684 (Протоігуменат монастирів чину св. Василія Великого, м. Львів) — 2 справи.

Ф. 688 (Хоткевич Гнат) — 3 справи.

Ф. 694 (Колекція документів до історії перебування російських військ на території Галичини в період Першої світової війни, 1914—1919 рр.)

спр. (?) — російський дипломатичний паспорт.

Ф. 701 (Єврейська релігійна громада, м. Львів, 1785—1942 рр.)

Опис 2

Звіти про діяльність громад, шкіл, лікарень, синагог та ін. Листування про сплату податків, надання дозволів на одруження та матеріальну допомогу бідним. Списки членів громад. Анкети емігрантів з Росії. 2085 од. зб. (1785—1907 рр.) — багато справ.

Опис 3

спр. 49. Заповіт про асигнування коштів на утримання сирітського будинку з фонду ім. Ерензаль Фанні (пол.), 1910, 3 арк.

спр. 96. Звіт священнослужителів про викладання релігії у єврейських школах (пол.), 1911, 95 арк.

спр. 114. Витяг з фін. книг та листування з Намісництвом про пожертвування коштів з фонду ім. Розенштейн Клари на посаг для бідних дівчат (пол., євр.), 1909—1911, 26 арк.

спр. 121. Листування з Намісництвом про пожертвування коштів з фонду ім. Магль Якуба і Йоанни для дітей, хворих на туберкульоз (пол.), 1906—1912, 39 арк.

спр. 129. Акт пожертвування та листування з Намісництвом про заснування фонду ім. Фінкельштейна Ігнація і Нанетти для бідних студентів Політехніки (пол.), 1899—1912, 50 арк.

спр. 186. Акти пожертвування та листування з Намісництвом про заснування фонду ім. Шренцель Мойжеша і Саломеї для бідних дівчат (пол., нім.), 1912—1927, 90 арк.

спр. 195. Акти пожертвування Фінкельштейна Ігнація своїм родичам (пол.), 1912, 4 арк.

спр. 354. Списки та листування про поновлення діяльності школи хайдерів (пол.), 1915—1919, 40 арк.

спр. 455. Акт пожертвування та листування з Намісництвом про виділення коштів з фонду Фукс Фейлі для місцевої лікарні, будинку сиріт та ін. благодійні цілі (пол.), 1917, 15 арк.

спр. 531. Листування з Комітетом допомоги жертвам єврейських погромів на Україні про надання матеріальної допомоги (пол.), 1919, 3 арк.

спр. 561а. Матеріали про діяльність Канікулярного комітету для євр. Шкільної молоді (пол.), 1888—1895, 30 арк.

спр. 597. Акт пожертвування та листування про пожертвування коштів з фонду Парнаса Рафала для бідних вдів та людей похилого віку (пол.), 1933—1937, 86 арк.

спр. 606. Статистичні дані про зміну віросповідання окремих осіб (пол.), 1921—1926, 8 арк.

спр. 785. Лист до Магістрату м. Львова про боротьбу з жебрацтвом (пол.), 1927, 3 арк.

спр. 786. Протоколи засідань про діяльність правління єврейської релігійної громади (пол.) 1919, 1927—1933, 27 арк.

спр. 900. Книга прибутків-видатків єврейської релігійної громади (пол.), 1928—1937, 270 арк.

спр. 919. Список членів та питальники, заповнені членами єврейської релігійної громади (пол.) 1928, 51 арк.

спр. 1157. Листування з фінансовим відділом про зменшення податку з нерухомого майна. 1930—1935, 7 арк.

спр. 1380. Статут та бюджет товариства «Warsztaty rękodzielnicze dla młodzieży żydowskiej im. D-ra Korkisa Abrahama».1932, 5 арк.

спр. 1385.Бюджет єврейської релігійної громади. 1931—1932, 62 арк.

спр. 1397. Списки членів приміських громад. 1932, 31 арк.

спр. 2303. Листування з міським управлінням про антисанітарний стан ритуальної бійні. 1937, 7 арк.

спр. 2314. Заяви членів громади з прізвищами на літеру «Б» про зменшення податку. 1937, 158 арк.

спр. 2437а. Матеріали про пожертвування коштів з фонду Натансон Шифри Біни на посаг для бідних дівчат. 1938, 9 арк.

спр. 2444. Угоди та листування про умови найму квартир Акціонерним товариством броварів. 1938—1939, 20 арк.

спр. 2534а. План роботи відділу обліку. 1938, 2 арк.

спр. 2709. Особова справа рабина Каро Єхескеля. 1901—1904, 41 арк.

спр. 2716. Особова справа рабина Каро Єхескеля. 1899—1900, 61 арк.

спр. 2719. Особова справа рабина Каро Єхескеля. 1896—1898, 13 арк.

спр. 2883. Інвентарний опис № 3, том 1, 1954, 92 арк.

спр. 2883. Інвентарний опис, том 2, 1961, 144 арк.

Ф. 716 (Кляйнер Юлій) — 1 справа.

ф. 735 (Шухевич Володимир, 1871—1914 рр.):

спр. 24. Листи, в тому числі Шептицького до В.Шухевича.

ф. 742 (Колекція карт і планів, 1375—1945 рр.) — 20 справ

спр. (?) — найдавніші карти й атласи.

Ф. 785 (Редакція газети «Неділя», м. Львів, 1928—1939) — 1 справа.

Ф. 786 (Редакція календаря-альманаху «Дніпро», м. Львів) — 1 справа.

ф. 789 (Пристай Олекса, 1880—1937 рр.):

спр. 68. Фотографії О. Пристая та його родини (1883—1995, 21 арк.);

спр. 69. Фотографії Т. Пристая — хорунжого УСС (1915—1919, 53 арк..);

спр. 70. Фотографії О. Пристая з Америки (1953—1973, 22 арк.).

Ф. 837 (Свєжавський Адам-Юліан) — 1 справа.

Ф. 841 (Об'єднання польських жінок християнських товариств, м. Львів) — 1 справа.

Ф. 844 (Малопольське мисливське товариство, м. Львів) — 2 справи.

Ф. 866 (Басараб (Левицька) Ольга, 1907—1973, 1986 рр.) — багато справ:

спр. 1. Закордонний паспорт, залікова книжка та інші документи О. Басараб (1918; 22 арк.);

спр. 11. Листи кореспондентів до О. Басараб (1910—1914; 18 аркушів);

спр. 12. Листи С. Савицької до О. Басараб (1910—1913; 10 арк.);

спр. 13. Колективні листи та поштівки до О. Басараб (1910—1914; 7 арк.);

спр. 14. Поштівки невстановлених кореспондентів до О. Басараб (1910—1914; окремі арк.);

спр. 23. Фотографії О. Басараб, С. Левицького, М. Січинського (окремі арк.);

спр. 25. Портрет дівчини з голубами (1 арк.)

Ф. 869 (Контний Петро) — кілька справ:

спр. 12. Листи сестри, дружини, дітей та членів родини (1919—1941, 59 арк.)

спр. 242. Клепсидри митрополитів Андрея Шептицького та Болеслава Твардовського (1944; 4 арк.);

спр. 243. Колекція печаток, марок, штемпелів, зібрана П. Контним. (1837—1941; 362 арк.).

Листи, фото архикнязя Вільгельма — (?)

## Керівники ЦДІАЛ України
- Л. Гусєва
- В. Позняк
- Ф. Політкін
- Д. Куцевол
- Н. Врадій
- Орест Мацюк
- Діана Пельц